# Banguingui
Banguingui (Tongkil) ist eine philippinische Stadtgemeinde in der Provinz Sulu. Sie hat 24.161 Einwohner (Zensus 1. August 2015).
Banguingui oder Tongkil ist weiterhin der Name der Inselgruppe. Die Bewohner heißen ebenfalls Banguingui. Sie wurden ab Ende des 18. Jahrhunderts bekannt wegen ihrer Piratenfahrten mit ihren Schiffen, den Garay. 

## Baranggays
Tongkil ist politisch in 14 Baranggays unterteilt.
- Bakkaan
- Bangalaw
- Danao
- Dungon
- Kahikukuk
- Luuk (Pob.)
- North Paarol
- Sigumbal
- South Paarol
- Tabialan
- Tainga-Bakkao
- Tambun-bun
- Tattalan
- Tinutungan